# Реал Ов'єдо
«Реал Ов'єдо» (ісп. Real Oviedo) — іспанський футбольний клуб із міста Ов'єдо, Астурія. Засновано 26 березня 1926 року в результаті злиття двох клубів, які були непримиренними суперниками багато років: Оветенсе та Депортіво Ов'єдо.
Клуб грає в синіх футболках і білих трусах на «Карлос Тартіере Стадіон», який вміщує 30 500 глядачів, відкритий 30 вересня 2000 року, є найбільшим стадіон в Астурії.

## Досягнення
- Переможець Сегунда Дивізіон: 1932–33, 1951–52, 1957–58, 1971–72, 1974–75
- Переможець Кубка ліги (Сегунда Дивізіон): 1984–85
- Переможець Терсера Дивізіон: 2003–04, 2004–05, 2007–08, 2008–09